# Anderlechtlaan

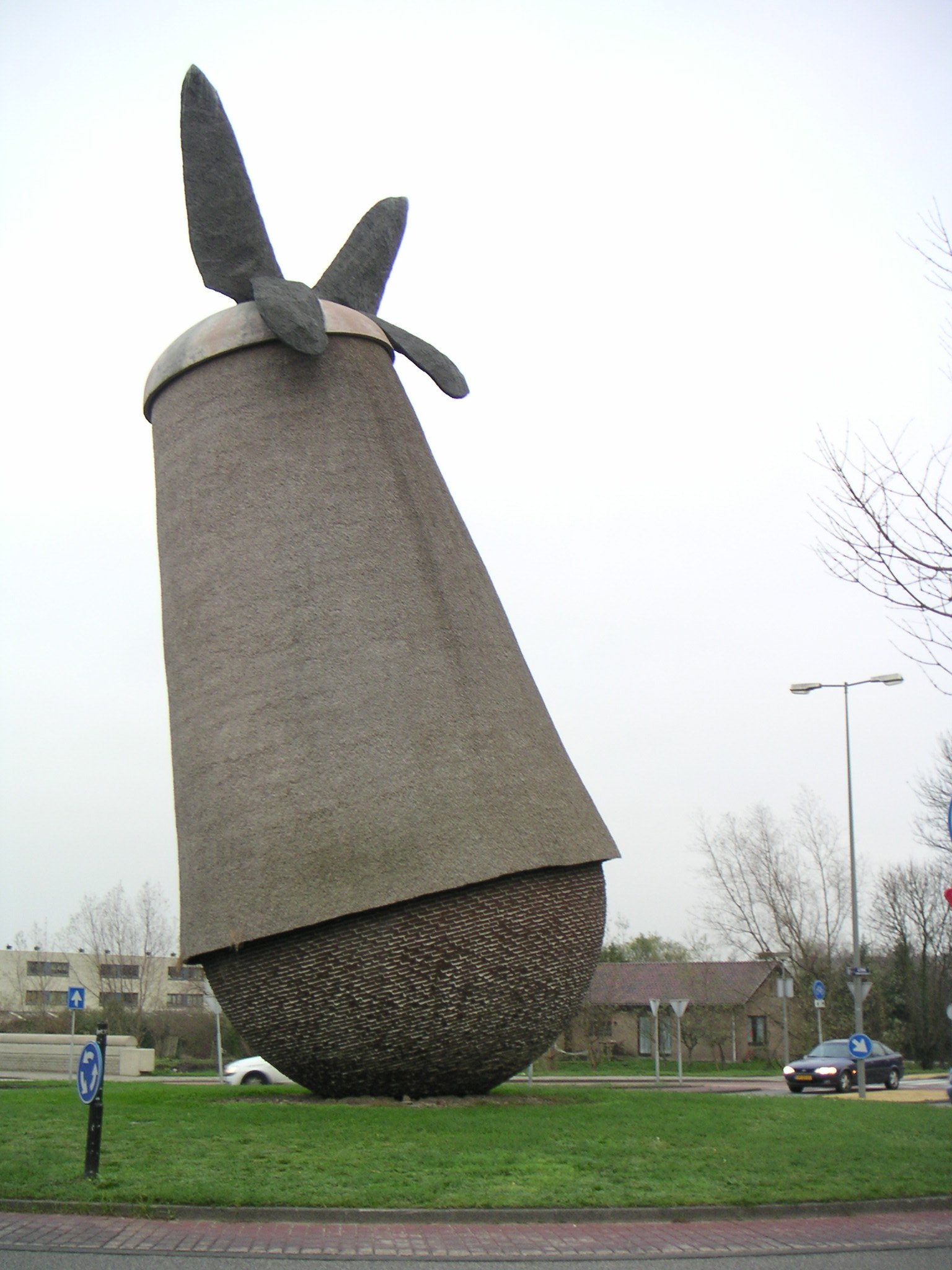
Vlindermolen (2003)

De Anderlechtlaan is een laan in Nieuw-Sloten in Amsterdam Nieuw-West.

## Geschiedenis en ligging
De weg kreeg haar naam tijdens een raadsbesluit op 2 oktober 1991. De weg is vernoemd naar de Belgische plaats en gemeente Anderlecht, hiervoor had de weg de naam Geer Ban vernoemd naar een eeuwenoude kern van Sloten. In de jaren hiervoor werd hier een nieuwe wijk uit de grond gestampt op poldergebied dat van 1960 tot 1988 voor glastuinbouw diende ter vervanging voor de tuinders die moesten wijken voor de bouw van de wijk Overtoomse Veld. In de omgeving zijn meerdere straten en pleinen vernoemd naar Belgische steden. Oorspronkelijk was op deze plek het Olympische dorp voor de spelen van 1992 gepland maar die werden niet aan Amsterdam toegewezen maar omdat de onteigening van de tuinders al was begonnen besloot men tot bouw van een woonwijk.
De Anderlechtlaan kwam te lopen van de Laan van Vlaanderen in het noorden tot de Oude Haagseweg, de oude snelweg tussen Amsterdam en Den Haag. De weg werd aangelegd op de plaats van het ongebruikte en afgegraven zuidelijke deel van het dijklichaam van het nooit in gedachte omvang gerealiseerde Geer Ban, een naam die stamt uit de tijd van de gemeente Sloten en een van de vier delen was waaruit de gemeente Sloten in vroeger eeuwen bestond. Ze kreeg bij de nieuwe inrichting een nieuwe profilering. Vanaf het noorden loopt een laan met apart gelegen rijbanen noordzuid en zuidnoord met daartussen een berm en aan weerszijden fiets- en voetpaden. Ze kruist middels brug 1826 een waterweg en stuit dan op een rotonde ter hoogte van de Sloterweg. Daarna trekt de weg verder naar de ongelijkvloerse kruising met de Rijksweg 4/Europese weg 19, die hier de naam Nieuwe Haagseweg draagt, tussen de rijstroken van die rijksweg liggen spoorlijnen. Ze loopt vervolgens nog een 75-tal meter door tot de Oude Haagseweg.

## Gebouwen
Alle gebouwen aan de Anderlechtlaan dateren uit de periode van aanleg. De huisnummers lopen op van 1 tot en met 250, maar er zijn slechts twee huisnummers (1 en 3) onder de 175. Voorts zijn bijna alle huisnummers oneven; alleen even nummers 200 en 250 komen voor (gegevens 2020).

## Kunst
Op de kruising Anderlechtlaan en Sloterweg staat midden op de rotonde het artistiek kunstwerk Vlindermolen van Herman Makkink. Bij het kantoor van Ymere staan artistieke letters van het voormalige filiaal van Zomers Buiten op de trappen. Ter hoogte van de kruising met de Nieuwe Haagseweg staat een verwaarloosde splitskast ontworpen door Pieter Lucas Marnette in Amsterdamse Schoolstijl in de bosjes.

## Viaduct
Aan het zuidelijke eind bij de kruising met Rijksweg 4 ligt een viaductencomplex over de laan, bekend als Aansluiting Amsterdam-Sloten. Van noord naar zuid liggen de volgende kunstwerken:
- Anderlechtlaanbrug Noord in Rijksweg 4 uit de middenjaren zestig, richting westen (voorheen brug 167 P-Noord)
- spoorviaduct uit de middenjaren tachtig, enkelspoor richting Hoofddorp – Leiden komend van Station Amsterdam Centraal.
- spoorviaduct uit de eindjaren zeventig, dubbelspoor met noordelijk richting Hoofddorp – Leiden en zuidelijk richting Station Amsterdam Zuid – Station Weesp; de zogenaamde Schiphollijn
- spoorviaduct uit de middenjaren tachtig, enkelspoor richting Station Amsterdam Centraal
- Anderlechtlaanbrug Zuid in Rijksweg 4 uit de middenjaren zestig, richting oosten, Knooppunt De Nieuwe Meer (voorheen brug 167 P-Zuid)

## Afbeeldingen

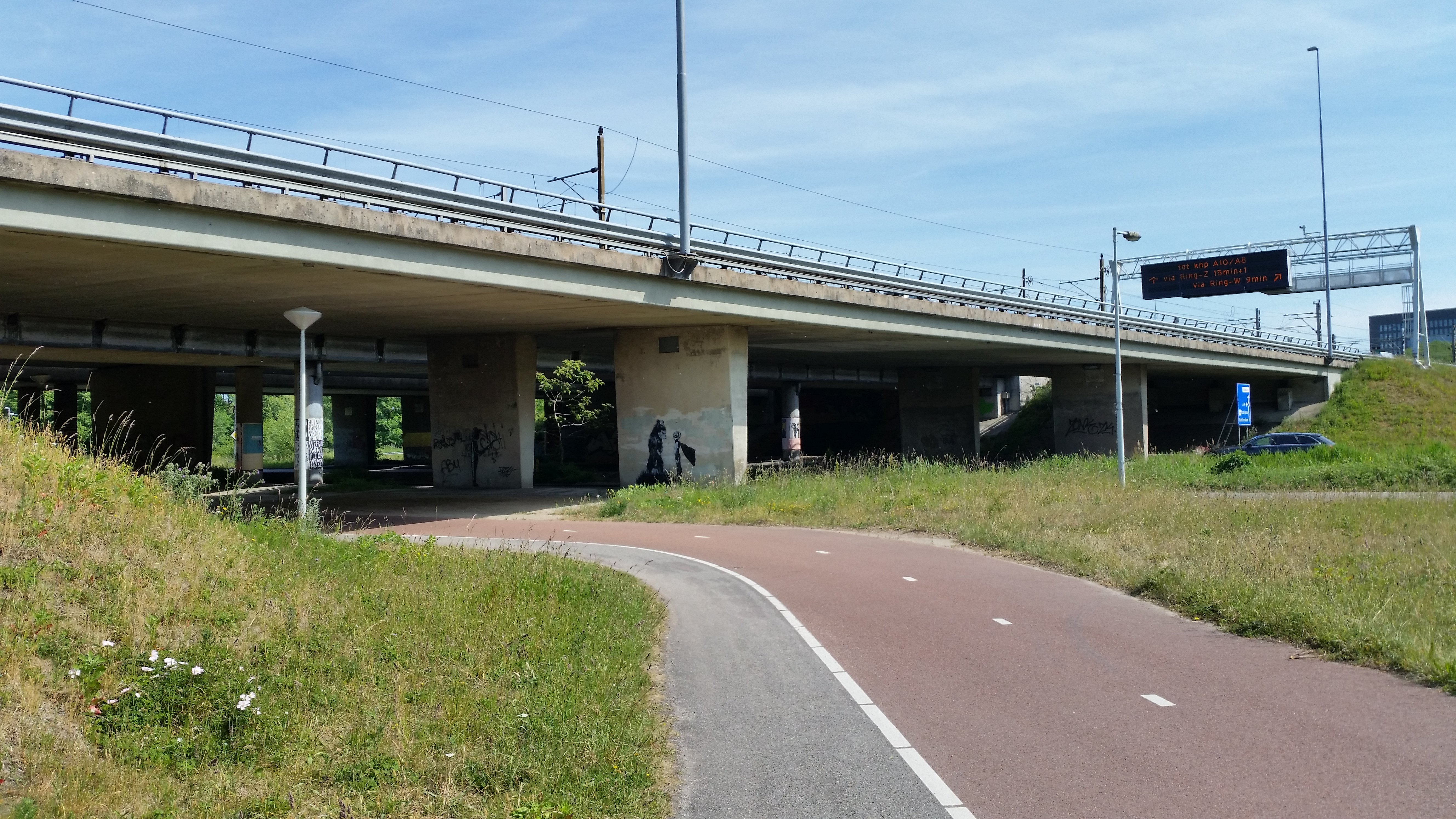
Anderlechtlaanbrug Zuid (mei 2020)
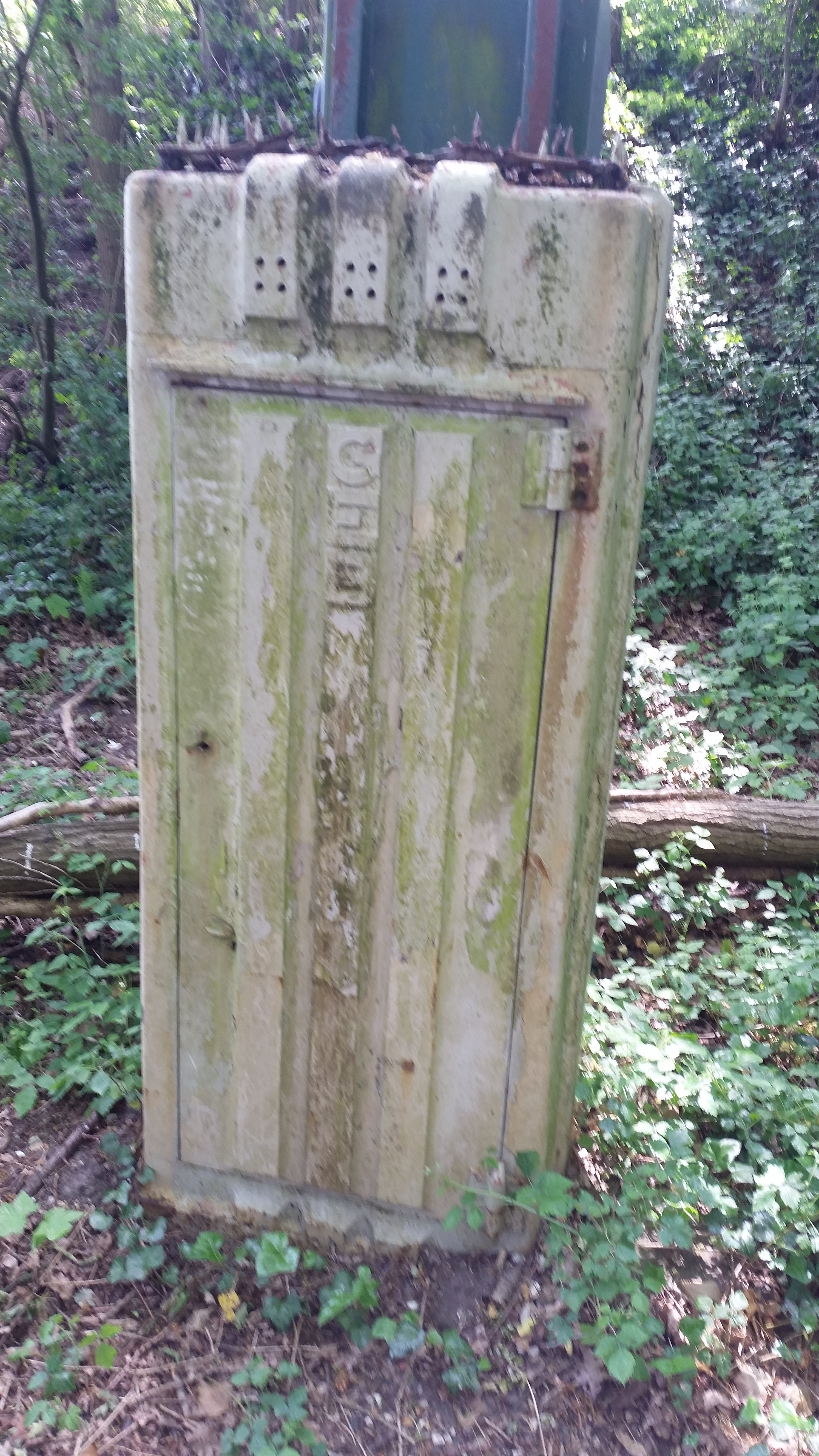
Splitskast (mei 2020)
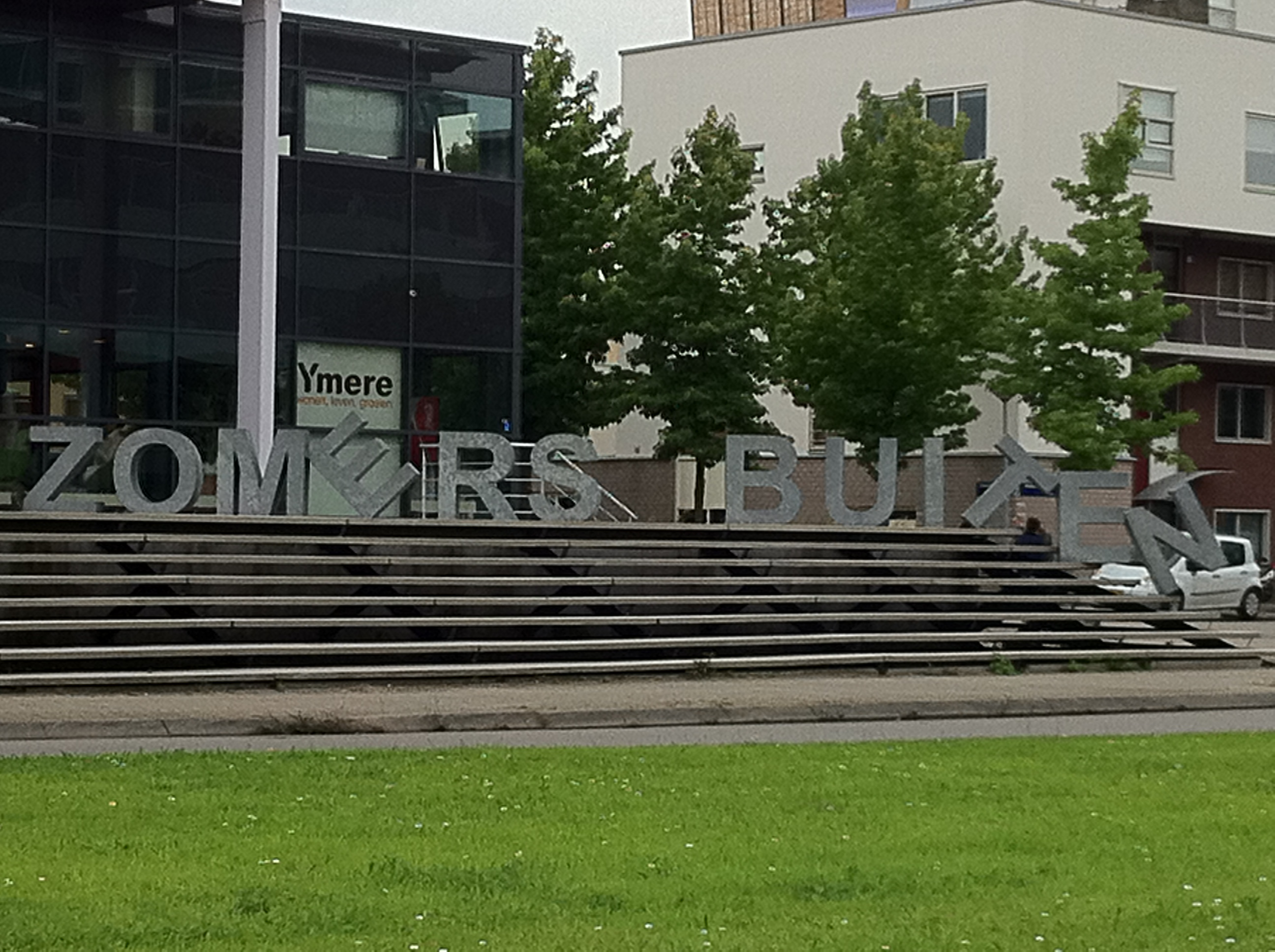
Zomers Buiten (juli 2011)

Abcouderpadspoorbrug ·
AMC-Padspoorbrug ·
Amstelveensewegspoorbrug ·
Anderlechtspoorbrug ·
Arlandaspoorbrug ·
Basiswegspoorviaduct Oost ·
Basiswegspoorviaduct West ·
Beethovenspoorbrug ·
Ben Viljoenspoorbrug ·
Beukenwegspoorbrug ·
Bonispoorbrug ·
Bos en Lommerspoorbrug ·
Spoorbrug in de Burgemeester Stramanweg · 
Bullewijkspoorbrug ·
Carrascospoorviaduct ·
Celebesspoorbrug ·
Comeniusspoorbrug ·
Czaar Peterspoorbrug ·
Cruquiusspoorbrug ·
Dalsteinbrug ·
Domselaerspoorbrug ·
Erasmusspoorbrug ·
Europaboulevardspoorbrug ·
Frans de Wollantsspoorbrug ·
Gaasperdammerspoorbrug ·
Haarlemmerwegspoorbrug ·
Heemstedespoorbrug ·
Hemsterhuisspoorbrug ·
Henk Sneevlietspoorbrug ·
Hoogoorddreefspoorbrug ·
Houtmanspoorbrug ·
Houttuinenspoorbrug ·
Insulindespoorbrug ·
Jan Evertsenspoorbrug ·
Jan van Galenspoorbrug ·
Johan Huizingaspoorbrug ·
Kabelwegspoorbrug ·
Karspeldreefspoorbrug ·
Kastrupspoorbrug ·
Kattenburgerspoorbrug ·
Korte Prinsengrachtspoorbrug ·
Kruislaanspoorbrug ·
Lelylaanspoorbrug ·
Linnaeuskadespoorbrug ·
Linneausstraatspoorbrug ·
Meibergpadspoorbrug ·
Molukkenspoorbrug ·
Mr. Treubspoorbrug ·
Museumlijnspoorbrug ·
Nieuwegeinspoorbrug ·
Nieuwe Haagsespoorbrug ·
Noordzeewegspoorbrug ·
Omvalspoorbrug ·
Oostertoegangsspoorbrug ·
Oosterdoksspoorbrug ·
Overbrakerspoorbrug ·
Overzichtspoorbrug ·
Pablo Nerudaspoorbrug West ·
Pablo Nerudaspoorbrug Oost ·
Parnassusspoorbrug ·
Piarcospoorviaduct ·
Pieter Calandspoorbrug ·
Planciusspoorbrug ·
Ringdijkspoorbrug ·
Robert Fruinspoorbrug ·
Rozenoordspoorbrug ·
Schinkelspoorbrug ·
Seinewegspoorbrug Noord ·
Seinewegspoorbrug Zuid ·
Sloterdijkerwegspoorweg ·
Solitudolaanspoorbrug ·
Spaarndammerspoorbrug ·
Strandvlietspoorbrug ·
Tafelbergspoorbrug ·
Tjepmaspoorbrug ·
Transformatorwegspoorbrug ·
Van Swindenspoorbrug ·
Vlaardingenspoorbrug ·
Westerdoksdijkspoorbrug ·
Westertoegangsspoorbrug ·
Wibautspoorbrug ·
Wiltzanghspoorbrug ·
Wijttenbachspoorbrug ·
Zaandijkspoorbrug ·
Zaventemspoorbrug ·
Zeeburgerdijkspoorbrug ·
Zeeburgerpadspoorbrug